# 안토니오 다 코레조
안토니오 알레그리 다 코레조(이탈리아어: Antonio Allegri da Correggio, 1489년 8월경 ~ 1534년 3월 5일)는 르네상스 시대에 활동한 이탈리아의 화가이다.

## 생애
코레조는 1489년 8월경에 이탈리아 에밀리아로마냐주에 위치한 코레조 마을에서 태어났다. 본명은 안토니오 알레그리(Antonio Allegri)이지만 출생지를 따서 코레조라고 부른다. 그의 생애 초반에 대해서는 레조넬에밀리아의 화풍을 배웠다고 하지만 불분명한 사실이 많은 편이다. 1506년경에 만토바로 이주하면서 로렌초 코스타, 안드레아 만테냐를 비롯한 여러 화가들의 작품에서 영향을 받았다.
코레조는 1519년경에 파르마로 이주하면서 파르마 성 파올로 수도원에 위치한 방에서 프레스코 벽화 《성 파올로의 방》을 제작했다. 1520년부터 1521년 사이에 파르마 성 조반니 에반젤리스타 성당에 위치한 원형 천장 벽화 《복음사가 요한의 예지력》을 제작했고 1526년부터 1530년 사이에 파르마 대성당에 위치한 원형 천장 벽화 《성모의 승천》을 제작했다. 코레조가 제작한 벽화는 원근법의 일종이기도 한 단축법의 효율적인 사용, 천장에 뚫린 구멍에서 진짜 하늘을 올려다보고 있는 듯한 착시 효과를 노린 독자적이고 감각적인 표현이 특징이다.
코레조의 대표적인 종교화로는 《스칼라의 성모》(1525년부터 1530년 사이에 제작, 파르마 국립 미술관 소장), 《성 히에로니무스의 성모》(1527년부터 1528년 사이에 제작, 파르마 국립 미술관 소장), 《성스러운 밤》(1528년부터 1530년 사이에 제작, 드레스덴 미술관 소장), 《성 조르조의 성모》(1530년부터 1532년 사이에 제작, 드레스덴 미술관 소장)가 있다. 코레조의 종교화는 감미로운 표정, 종교적인 숭고함, 현세적인 희열을 결합한 표현이 특징이다. 코레조는 오비디우스의 《변신 이야기》에서 영감을 받아서 그리스·로마 신화를 소재로 한 그림도 제작했는데 《베누스와 쿠피도와 사티로스》(1528년경에 제작, 파리 루브르 박물관 소장), 《다나에》(1531년에 제작, 로마 보르게세 미술관 소장), 《레다와 백조》(1531년부터 1532년 사이에 제작, 베를린 국립미술관 소장), 《유피테르와 이오》(1531년부터 1532년 사이에 제작, 빈 미술사 미술관 소장), 《독수리에게 유괴된 가니메데》(1531년부터 1532년 사이에 제작, 빈 미술사 박물관 소장)가 이에 해당된다.
코레조의 화법은 관능적인 정서, 역동적인 구성, 환상적인 관점, 극적인 단축이 특징인데 이는 16세기의 매너리즘 미술, 17세기의 바로크 미술, 18세기의 로코코 미술로 이어지게 된다. 코레조는 1534년 3월 5일에 자신의 고향인 코레조에서 사망했는데 무덤의 정확한 위치에 대해서는 알려져 있지 않다.

## 주요 작품
- 《성 파올로의 방》 (1519년경에 제작, 파르마 성 파올로 수도원 소장)
- 《복음사가 요한의 예지력》 (1520년부터 1521년 사이에 제작, 파르마 성 조반니 에반젤리스타 성당 소장)
- 《스칼라의 성모》 (1525년부터 1530년 사이에 제작, 파르마 국립 미술관 소장)
- 《성모의 승천》 (1526년부터 1530년 사이에 제작, 파르마 대성당 소장)
- 《성 히에로니무스의 성모》 (1527년부터 1528년 사이에 제작, 파르마 국립 미술관 소장)
- 《성스러운 밤》 (1528년부터 1530년 사이에 제작, 드레스덴 미술관 소장)
- 《성 조르조의 성모》 (1530년부터 1532년 사이에 제작, 드레스덴 미술관 소장)
- 《베누스와 쿠피도와 사티로스》 (1528년경에 제작, 파리 루브르 박물관 소장)
- 《다나에》 (1531년에 제작, 로마 보르게세 미술관 소장)
- 《레다와 백조》 (1531년부터 1532년 사이에 제작, 베를린 국립미술관 소장)
- 《유피테르와 이오》 (1531년부터 1532년 사이에 제작, 빈 미술사 미술관 소장)
- 《독수리에게 유괴된 가니메데》 (1531년부터 1532년 사이에 제작, 빈 미술사 박물관 소장)